# Rantifuso
Rantifuso es un fanzine de historietas español nacido en Madrid en 2006.

## Historia
Rantifuso nació como grupo de trabajo en 2004. Estaba formado por varios alumnos que decidieron reunirse tras el cierre de la escuela de dibujo DC Studio para seguir formándose. A partir de estas reuniones, surgió el primer número de su fanzine formado por historias cortas autoconclusivas de diferentes autores y con diferentes estilos en las que se daba una especial importancia al género: «macarreo, acción, terror, historias intimistas, de crítica social...».
El divulgador Álvaro Pons, ha dicho sobre Rantifuso que «actúa de elemento visible de un activo colectivo de autoedición, con frenética actividad en los diferentes salones del cómic y que milita como dinamizador de la escena creativa madrileña».
Sus autores se caracterizan también por el compromiso político. En 2008, colaboraron con la ONG WATU Acción Indígena para realizar dos cómics educativos (La cascada de Iriooshi y Mario y el misterio Chipaya) que ayudaban a mostrar la diversidad cultural a los alumnos de primaria. En 2011, publicaron Esconded las carteras que viene el Papa en el que criticaban la financiación pública de la Jornada Mundial de la Juventud 2011 en un estado aconfesional. En 2014, participaron en la campaña Solidaridad con Patricia con una publicación del mismo título con la que ayudaron a difundir su situación: la detención de una activista que ayudó a parar un desahucio y por lo que fue detenida.
En 2012, se estrenó el documental ¿Qué significa underground?, en el que Rantifuso, TMEO y Tonterías del Rock servían de hilo conductor del ambiente de los autores de fanzines en Madrid, País Vasco y Barcelona.

## Autores
El núcleo de dibujantes de Rantifuso está formado por:
- Daniel García
- Juan Fender
- Miguel Farrona
- Samuel González
- Martín Barbudo

El fanzine ha recogido también las colaboraciones de autores como Elisa McCausland, Eduardo Ocaña, Kenny Ruiz, Juan Espadas, Nacho Arranz, Aitor Eraña, Clara Soriano y Julie Maroh, entre otros.

## Premios
- Mejor Fanzine Expocómic 2006.
- Mejor Fanzine Imaginamálaga 2007.
- Mejor Fanzine Salón del Cómic de Barcelona 2008 (nominado).
- Mejor Fanzine Salón del Cómic de Barcelona 2009.